# Missy Doty
Missy Doty (Cincinnati, Ohio, 9 de agosto de 1972) es una actriz estadounidense. Creció en Springdale, Ohio y se graduó de Princeton High School en 1990.

## Carrera
Persiguiendo una carrera de actuación, Doty comenzó interpretó papeles menores en varios programas, por ejemplo, en Law & Order: Criminal Intent y Ally McBeal. 
Doty fue reconocida por su actuación en Sideways (2004). Doty tiene un papel recurrente como Jess, en Shameless.